# الثلاثية (عفرين)
الثلاثية  قرية سوريّة تتبع إداريّاً لمحافظة حلب منطقة عفرين ناحية راجو، بلغ تعداد سكانها 442 نسمة حسب التعداد السكاني لعام 2004.